# زمین‌لرزه ۲۳ حمل ۱۳۸۱ افغانستان
زمین‌لرزه افغانستان  در تاریخ ۱۲ آوریل ۲۰۰۲ میلادی، برابر با ‎۲۳ فروردین ۱۳۸۱، ساعت ۴:۰۰:۲۳ به زمان یوتی‌سی در افغانستان رخ داد. ژرفای این زلزله ۷ کیلومتر بود، و بزرگی آن ۵٫۸ در مقیاس Mw اعلام شده‌است. زمین‌لرزه به وقت محلی در روز جمعه، ساعت ۸٫۵ روی داده و منطقه زمانی آن یوتی‌سی +۴٫۵ بوده‌است .
سازمان زمین‌شناسی آمریکا نیز رومرکز این زمین‌لرزه را در مختصات ۳۵°۵۷′۳۲″شمالی ۶۹°۲۵′۰۱″شرقی / ۳۵٫۹۵۹°شمالی ۶۹٫۴۱۷°شرقی و ژرفای آن را در ۱۰ کیلومتر گزارش کرده‌است. بزرگی برگزیدهٔ این سازمان از میان بزرگی‌های محاسبه‌شدهٔ مختلف ۵٫۹ در مقیاس Mw بوده و از دید اثر، در میان چهار دسته‌بندی «نامحسوس»، «محسوس»، «زیان‌آور» یا «با تلفات»، زلزله را «با تلفات» اعلام کرده‌است.۱۶۰ ساختمان در زمین‌لرزه خراب شده‌است.رانش زمین در آن به وجود آمده‌است.
پروژهٔ «تنسور گشتاور مرکزوار» زاویه‌های (راستا، شیب، ریک) گسل سازندهٔ زمین‌لرزه و صفحه عمود بر آن را (°۲۰۴، °۴۶، °۱۰۸) یا (°۳۵۹، °۴۶، °۷۲) و نوع گسل را «معکوس» فرارسانده‌است.
شمار کشتگان زلزله حدود ۵۰ نفر بوده‌است.تعداد زخمیان ۱۵۰ نفر برآورده شده‌است.